# Mount Matthews
Mount Matthews – najwyższy szczyt pasma górskiego Rimutaka Range na Wyspie Północnej, Nowa Zelandia.